# Дмитро Шервашидзе
Дмитро Шервашидзе (груз. დიმიტრი შარვაშიძე; 1801 — 16 жовтня 1822) — 13-й мтаварі (князь) Абхазії в 1821—1822 роках.

## Життєпис
Походив з династії Шервашидзе. Старший син Сафар Алі-бея та Тамари Дадіані. Народився 1801 року в Сухумі, отримавши ім'я Омар-бей. 1809 року разом з батьком і братами перейшов у православ'я, взявши ім'я Дмитро. 1810 року перебирається до Санкт-Петербурга, де поступає до імператорського пажеського корпусу. Згодом продовжив кар'єру у війську, дослужившись до полковника.
1821 року під час смерті батька перебував у столиці Російської імперії. Проосманська група намагалася оголосити новим мтаварі стрийка Дмитра — Гасан-бея. Але проти цього виступив Леван V Дадіані, князь Мегрелії, а генерал О. О. Вельямінов наказав арештувати Гасан-бея та заслати до Сибіру. Владу передав Тамарі Дадіані. Такі дії спричинили потужне антиросійське повстання. Проте його жорстоко придушив генерал М. Д. Горчаков.
Дмитро Шервашидзе не мав підтримки серед населення, спираючись на російські війська. У жовтні 1822 року мтаварі було отруєно Урусом Лакобою, якого незабаром схоплено й повішено. Новим мтаварі став брат померлого Михайло.
«…коли отримали звістку про смерть Сефер-бея. Імператор Олександр одразу викликав до себе у Зимовий палац княжича Дмитра, що перебував тоді у Пажеському корпусі, і особисто оголосив йому, що з цієї хвилини, саме він – володар Абхазії.
Того ж вечора, геть збентежений юнак сидів  поряд з російським государем, ставши  предметом загальної уваги всесильної петербурзької знаті.
Тепер, кинутий долею з далекої півночі, з пишної столиці російських монархів, у дрімучі ліси своєї напівдикої Батьківщини, незнайомий народу і сам не знаючи ні його  мови, ні його звичаїв, до того ж оточений  інтригами партій, він не зумів узятися твердою рукою за кермо правління, та жив не повновладним государем своєї землі, а бранцем, за кожним кроком якого, стежило тисячі очей.
І влада його, природно, була короткочасна: шістнадцятого жовтня 1822 року Дмитро раптово помер, отруєний одним із прихильників Арслан-бея.
Найближчим спадкоємцем Абхазії тепер залишився молодший брат його, княжич Михайло, тоді ще шістнадцятирічний юнак, проте вже мав багато якостей, що мають високу ціну у кавказьких горян: він був вихований у звичаях Батьківщини, чудово стріляв з рушниці, спритно володів конем і не боявся небезпек; у молодих літах він уже брав участь у битвах, і князь Горчаков свідчив про його сміливість під час приборкання останнього абхазького повстання."
За клопотанням Єрмолова, імператор Олександр надав йому чин майора і затвердив володарем.»